# Claudio Apollonio
Claudio Apollonio (Cortina d'Ampezzo, 21 agosto 1921 – Cortina d'Ampezzo, 16 dicembre 2008) è stato un hockeista su ghiaccio e alpinista italiano, del gruppo Scoiattoli di Cortina.

## Carriera hockeistica
Giocatore della Sportivi Ghiaccio Cortina ha preso parte ai Giochi Olimpici invernali di Sankt Moritz 1948. Divenne poi presidente della Sportivi Ghiaccio Cortina. Dal 1964 al 1968 fu consigliere nazionale FISG e commissario tecnico nazionale.

## Carriera alpinistica
Scoiattolo dal 1943 apre quattro nuove vie di difficoltà compresa tra il quarto e il sesto grado nelle montagne intorno a Cortina d'Ampezzo.
- 4 ottobre 1942: via Renata, sulla Torre Lucy (Cinque Torri)
- 30 maggio 1943: via del Camino, Lastoni di Formin
- 7 ottobre 1943: parete est di Punta Anna, Tofana
- 31 maggio 1944: via di sinistra, Col Bechei